# Aplocera efformata
Aplocera efformata là một loài bướm đêm trong họ Geometridae.

## Hình ảnh

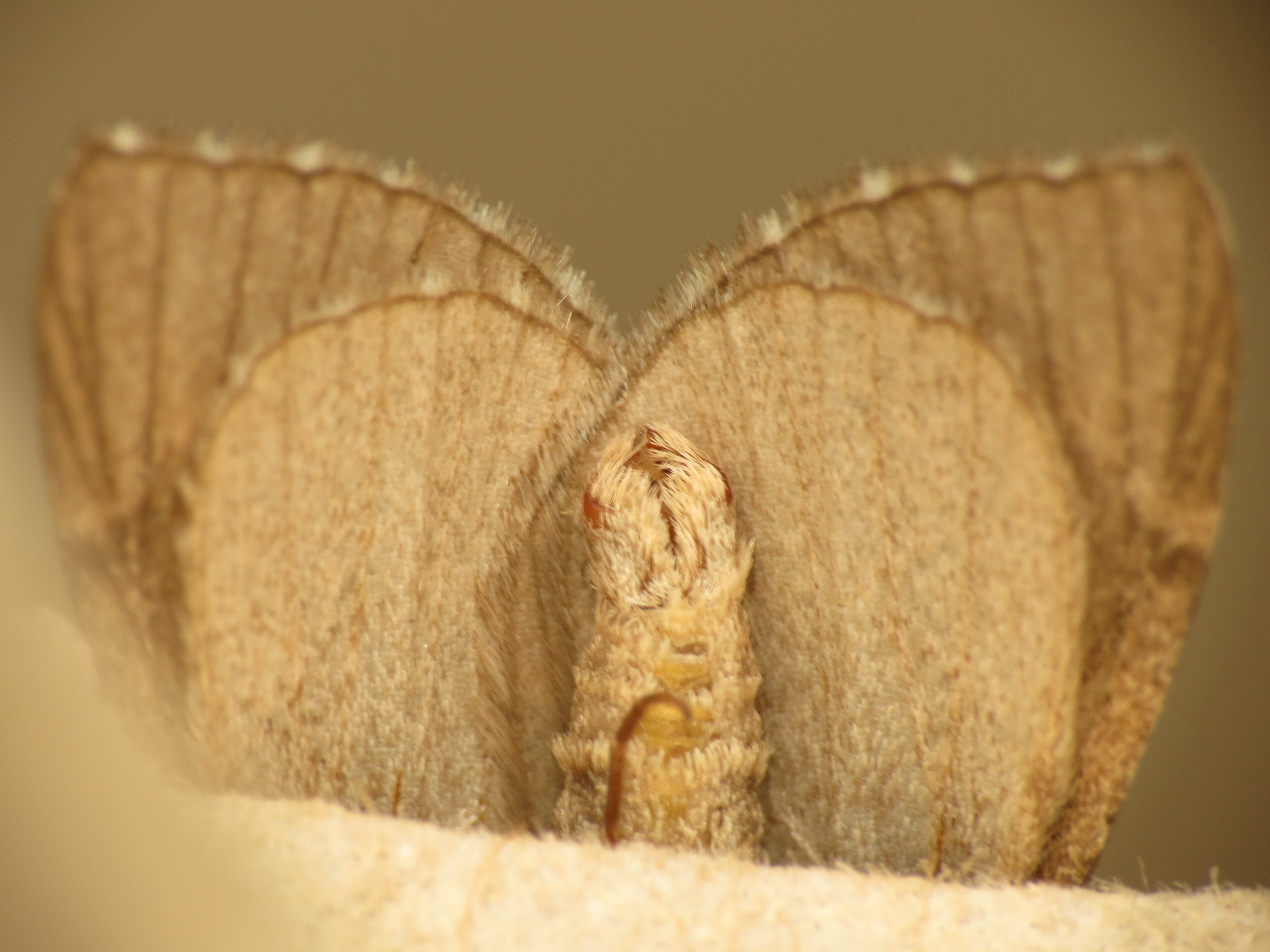
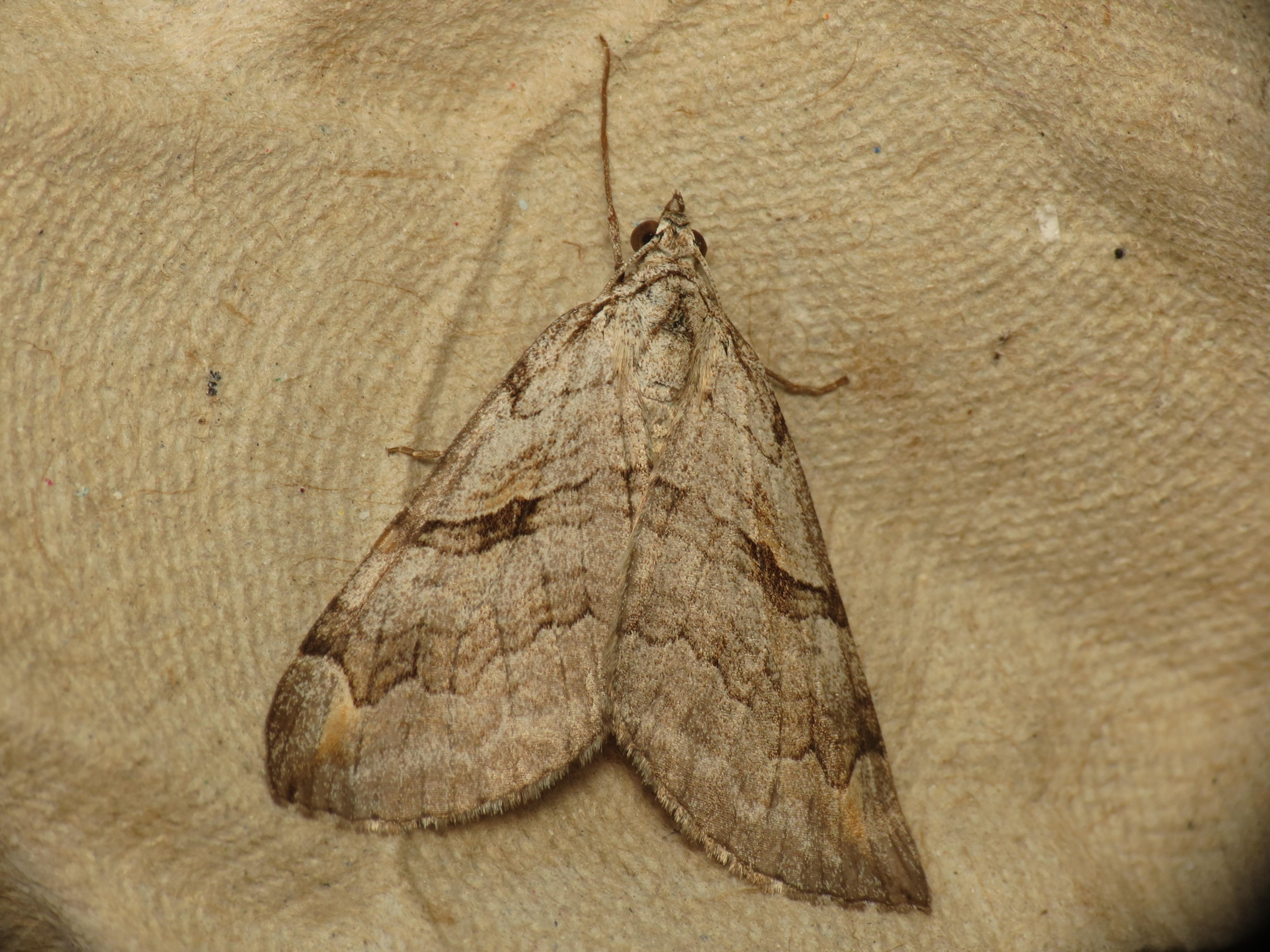
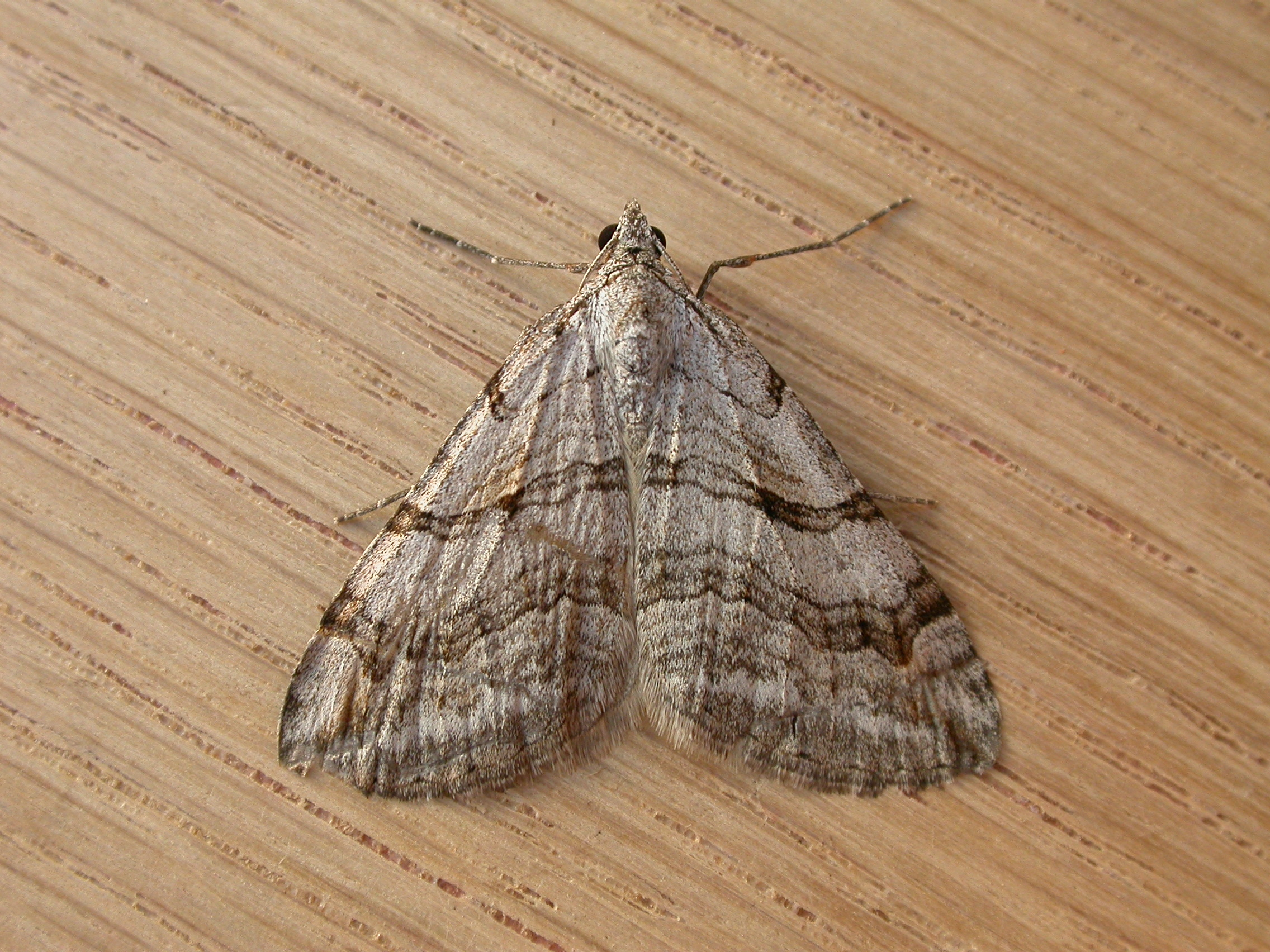
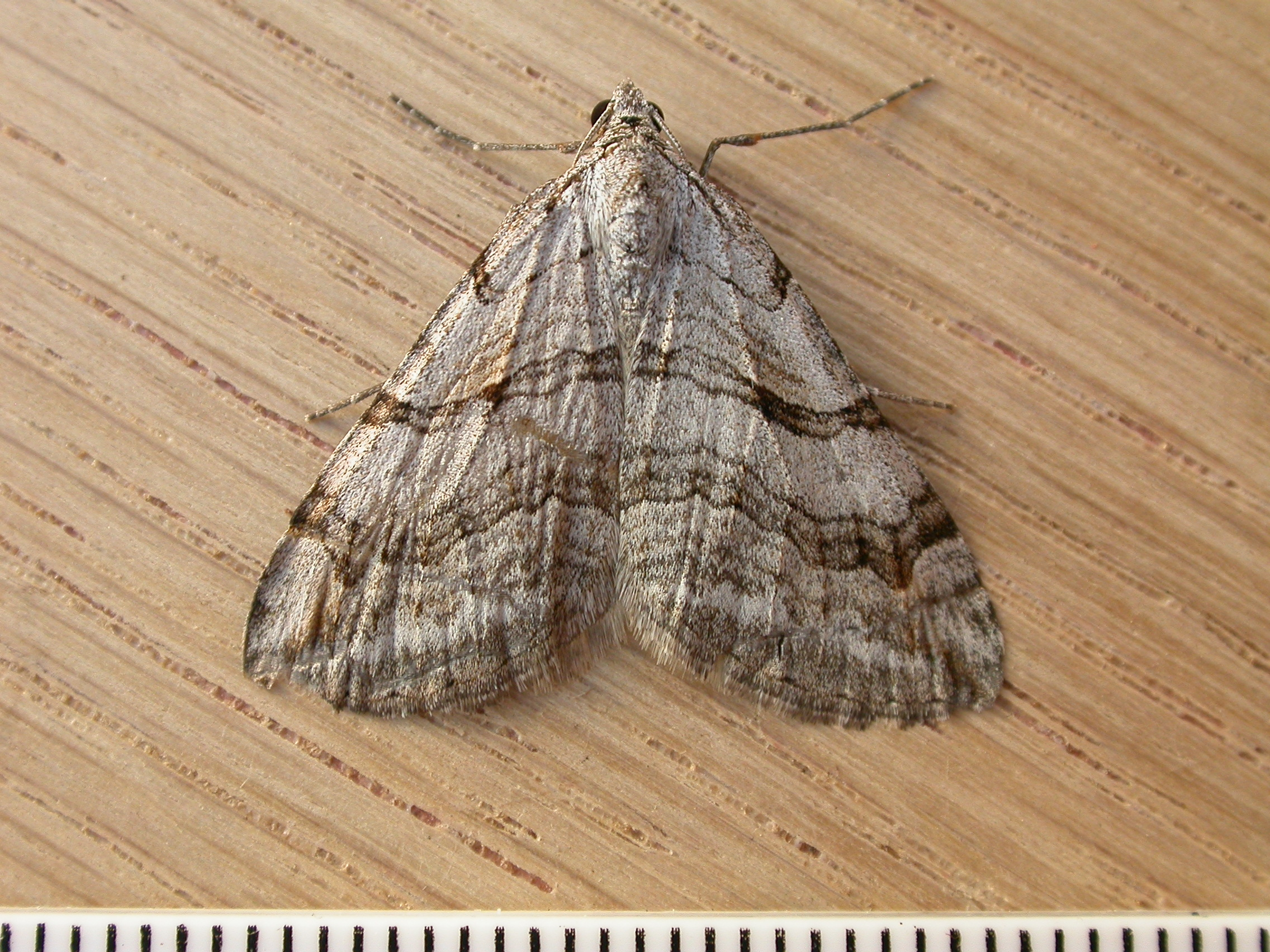